# Formica talbotae
Formica talbotae är en myrart som beskrevs av Wilson 1977. Formica talbotae ingår i släktet Formica och familjen myror. IUCN kategoriserar arten globalt som sårbar. Inga underarter finns listade i Catalogue of Life.

## Bildgalleri

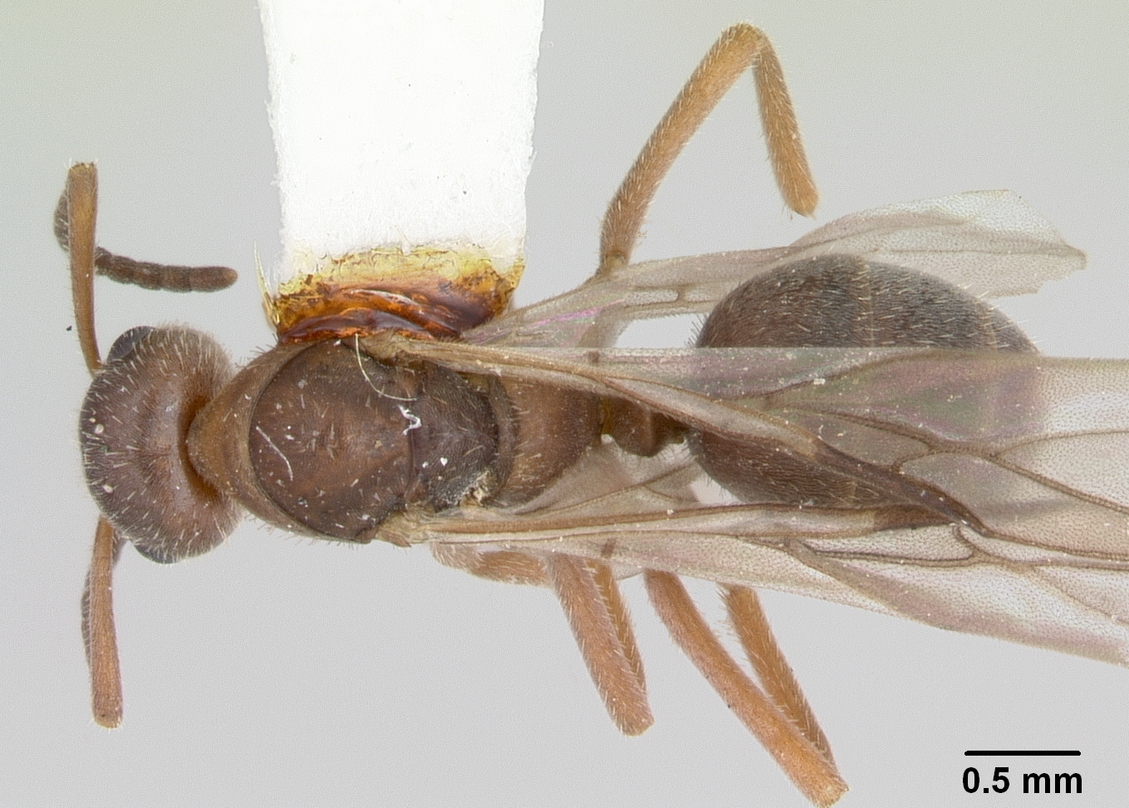
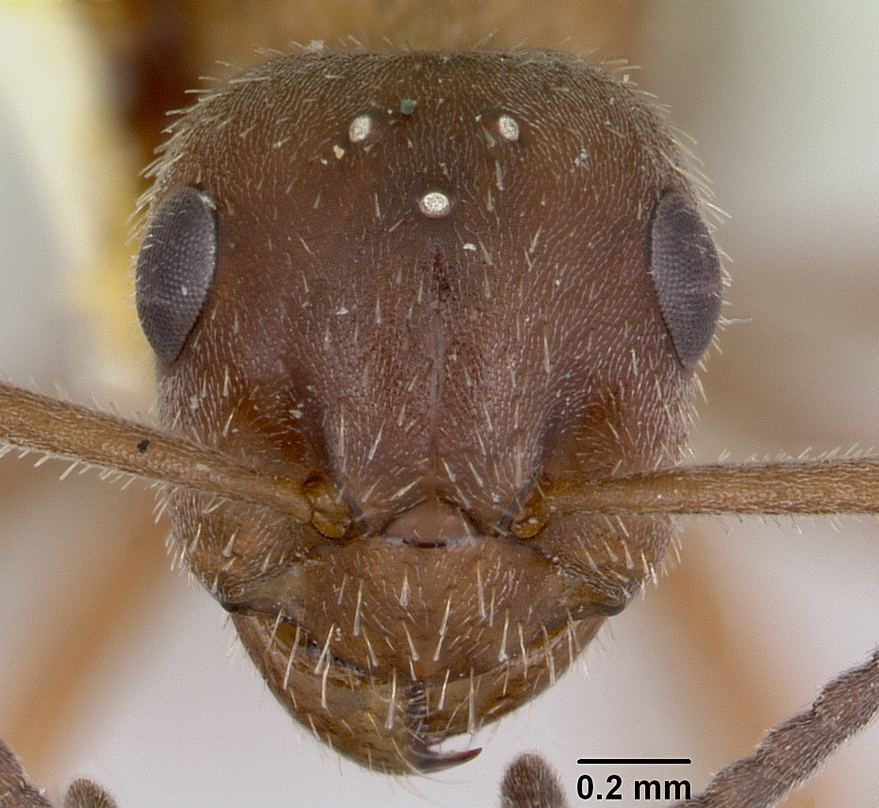
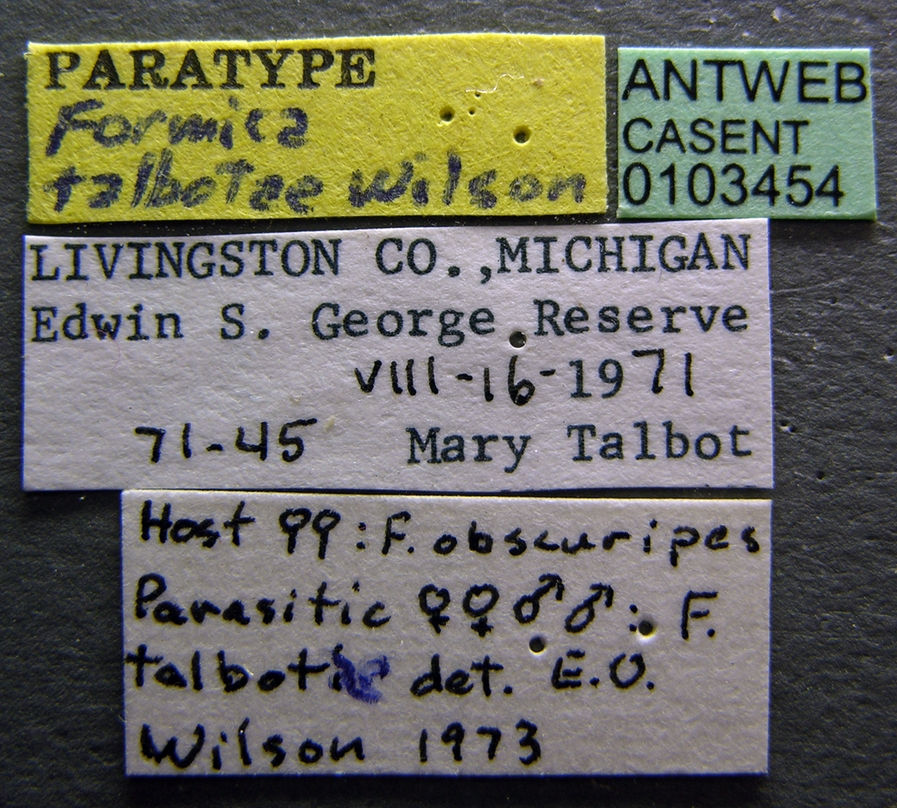
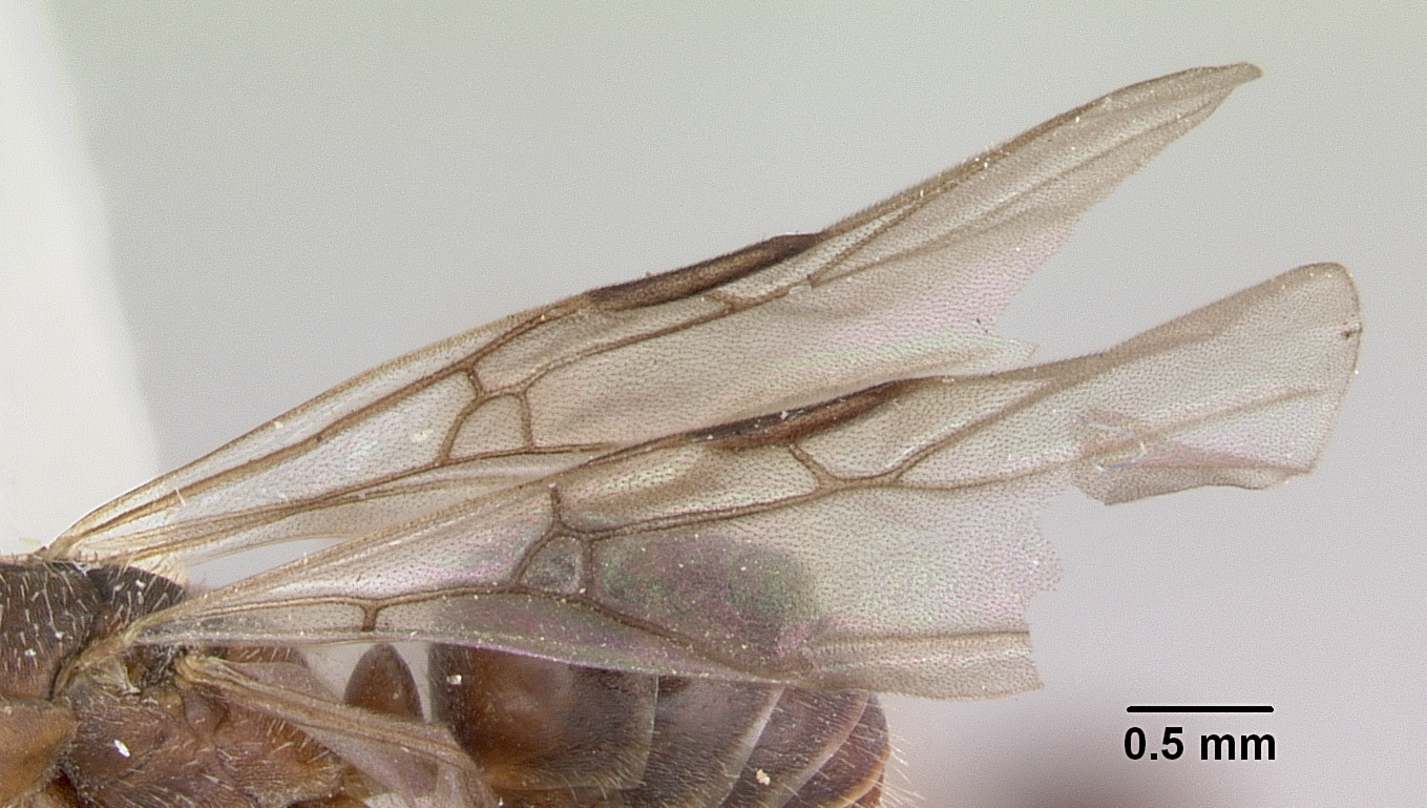
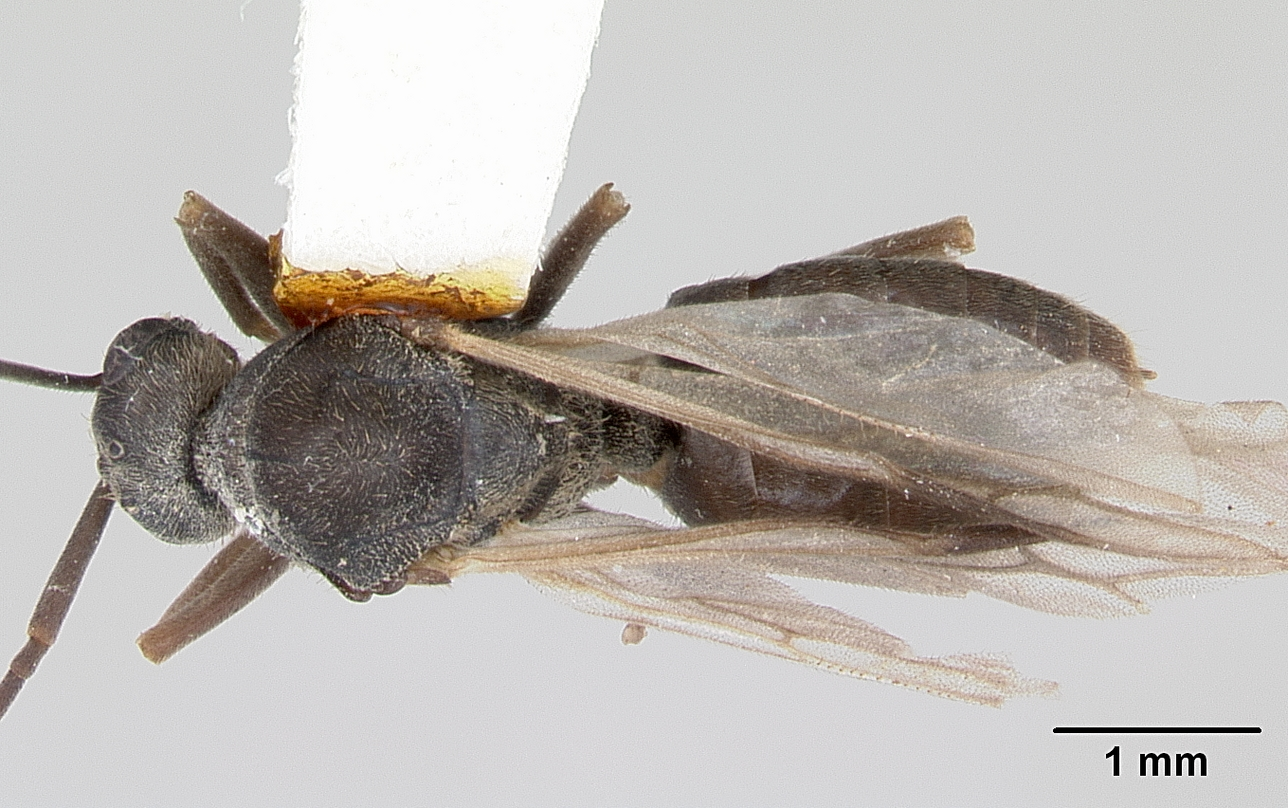
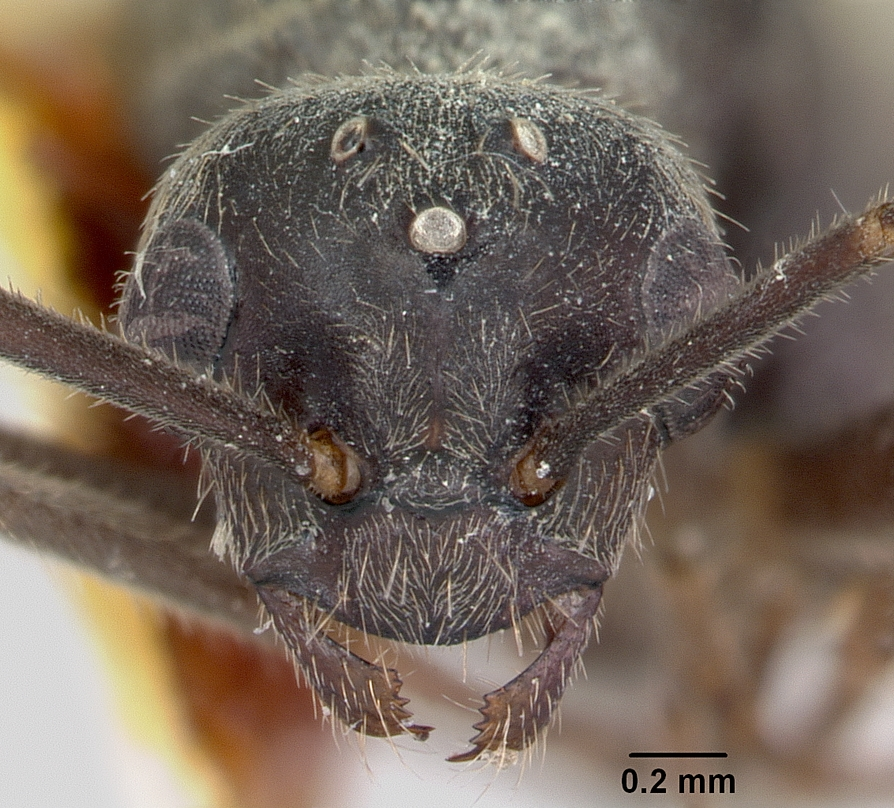